# El Arenal, Hidalgo
El Arenal là một đô thị thuộc bang Hidalgo, México. Năm 2005, dân số của đô thị này là 15037 người.